# Avrecourt
Avrecourt är en kommun i departementet Haute-Marne i regionen Grand Est (tidigare regionen Champagne-Ardenne) i nordöstra Frankrike. Kommunen ligger i kantonen Bourbonne-les-Bains som ligger i arrondissementet Langres. År 2017 hade Avrecourt 114 invånare.
Åren 1972–2012 var Avrecourt en del av kommunen Val-de-Meuse.